# فرانك رايت جونيور
فرانك رايت جونيور (بالإنجليزية: Frank Wright, Jr.)‏ هو فنان أمريكي، ولد في 18 نوفمبر 1912، وتوفي في 21 فبراير 2008.